# Rhys Williams (athlétisme)
Pour les articles homonymes, voir Rhys Williams et Williams.
Rhys Williams (né le 27 février 1984 à Cardiff) est un athlète britannique spécialiste du 400 mètres haies. Il est le fils de J.J. Williams, ancien rugbyman sélectionné trente fois en équipe du pays de Galles.

## Carrière sportive
En 2003, Rhys Williams remporte la médaille d'or du 400 m haies à l'occasion des Championnats d'Europe junior 2003 de Tampere. Entraîné par l'ancien athlète gallois Colin Jackson, il décroche deux médailles lors des Championnats d'Europe 2006 de Göteborg. Médaillé de bronze sur 400 m haies derrière le Grec Periklis Iakovakis et le Polonais Marek Plawgo avec le temps de 49 s 12, il prend ensuite la deuxième place du relais 4 × 400 m aux côtés de ses coéquipiers britanniques Robert Tobin, Graham Hedman et Timothy Benjamin, réalisant le temps de 3 min 01 s 63. Plus tôt dans l'année, il établit son record personnel en 49 s 09 sur 400 m haies lors des Jeux du Commonwealth à Melbourne en Australie.
Il ne peut participer aux Jeux olympiques de Pékin à la suite d'une blessure au pied qu'il contracte lors de la finale du 200 mètres des championnats du pays de Galles. Son record est de 48 s 96, obtenu lors des Championnats d'Europe 2010 à Barcelone.
Rhys Williams participe aux Championnats d'Europe 2012 d'Helsinki. Il y remporte la médaille d'or du 400 m haies en 49 s 33, sa meilleure performance de la saison, en devançant le Serbe Emir Bekrić (49 s 49) et l'Ukrainien Stanislav Melnykov (49 s 69). 
En 2014, Rhys Williams subit un contrôle antidopage positif, ce qui l'oblige à se retirer des Jeux du Commonwealth.

## Palmarès
| Date | Compétition                       | Lieu             | Résultat | Épreuve     | Performance   |
| ---- | --------------------------------- | ---------------- | -------- | ----------- | ------------- |
| 2003 | Championnats d'Europe juniors     | Tampere          | 1er      | 400 m haies | 51 s 15       |
| 2006 | Jeux du Commonwealth              | Melbourne        | 4e       | 400 m haies | 49 s 09       |
| 2006 | Championnats d'Europe             | Göteborg         | 3e       | 400 m haies | 49 s 12       |
| 2006 | Championnats d'Europe             | Göteborg         | 2e       | 4 × 400 m   |               |
| 2010 | Championnats d'Europe             | Barcelone        | 2e       | 400 m haies | 49 s 12       |
| 2010 | Jeux du Commonwealth              | New Delhi        | 3e       | 400 m haies | 49 s 19       |
| 2012 | Championnats d'Europe             | Helsinki         | 1er      | 400 m haies | 49 s 33       |
| 2013 | Championnats d'Europe par équipes | Gateshead        | 1er      | 4 × 400 m   | 3 min 05 s 37 |
| 2013 | Ligue de diamant                  | Ligue de diamant | 6e       | 400 m haies | détails       |
| 2016 | Championnats d'Europe             | Amsterdam        | 5e       | 400 m haies | 49 s 63       |

## Records
| Épreuve     | Performance | Lieu    | Date            |
| ----------- | ----------- | ------- | --------------- |
| 400 m haies | 48 s 84     | Lucerne | 17 juillet 2013 |